# Mercedes 8PS
Il termine Mercedes 8PS identifica una piccola famiglia di autovetture di fascia alta prodotte tra il 1902 al 1903 dalla Casa automobilistica tedesca Daimler Motoren Gesellschaft per il suo marchio Mercedes.

## Profilo e caratteristiche
Questa famiglia di autovetture era costituita da tre modelli introdotti ognuno come sostituto ed evoluzione dell'altro. Il primo di questi modelli, la 8/18 PS, è stata introdotta per riempire il vuoto lasciato dall'uscita di scena della 8/11 PS, avvenuta nel 1903. La 8/11 PS era realizzata su un telaio in lamiera di acciaio stampata con sezione ad U. Le sospensioni erano ad assale rigido con molle a balestra, mentre l'impianto frenante prevedeva il freno a pedale che agiva sull'albero di trasmissione e quello a mano che, tramite un sistema di tiranti a funi, agiva sul retrotreno.
La trasmissione era ad albero cardanico e con cambio a 4 marce.
Il "cuore" della 8/18 PS era un 4 cilindri in linea da 1846 cm³ (70x120 mm), con alimentazione a carburatore e distribuzione a valvole laterali (schema ad L con valvole tutte su un lato del monoblocco). La potenza massima erogata era di 18 CV a 1800 giri/min, sufficienti per spingere la vettura ad una velocità massima di 55 km/h.
La produzione della 8/18 PS durò per due anni: a partire dal 1912, infatti, il motore venne leggermente aggiornato, passando ad una potenza massima di 20 CV. Contemporaneamente la denominazione mutò in 8/20 PS ed anche le prestazioni ebbero un leggero incremento, che si tradusse in una velocità massima di 60 km/h.
Nel giro di un anno si ebbe però una nuova evoluzione: la 8/20 PS lasciò infatti il posto alla 8/22 PS, una vettura che proponeva novità di maggior peso, prima fra tutte il nuovo motore, nato dalla rialesatura del precedente e della cilindrata di 2064 cm³ (74x120 mm). Tale motore, sempre a valvole laterali ed asse a camme laterale, erogava una potenza massima di 22 CV a 1800 giri/min. La velocità massima era di oltre 60 km/h.
La carriera della 8/22 PS terminò senza altre variazioni nel 1921, e con essa terminò anche la carriera delle vetture 8PS. Non vi sarebbe stata una diretta erede della 8/22 PS: nel 1921, dopo l'uscita di produzione di tale modello, la vettura di fascia minore sarebbe stata la 6/25/40 PS, che però era più vicina per prestazioni e fascia alla 12/32 PS. Il modello più vicino alla 8/22 PS sarebbe stato invece la Mercedes-Benz 8/38 PS, nata nel 1926.